# Margaret Mitchell

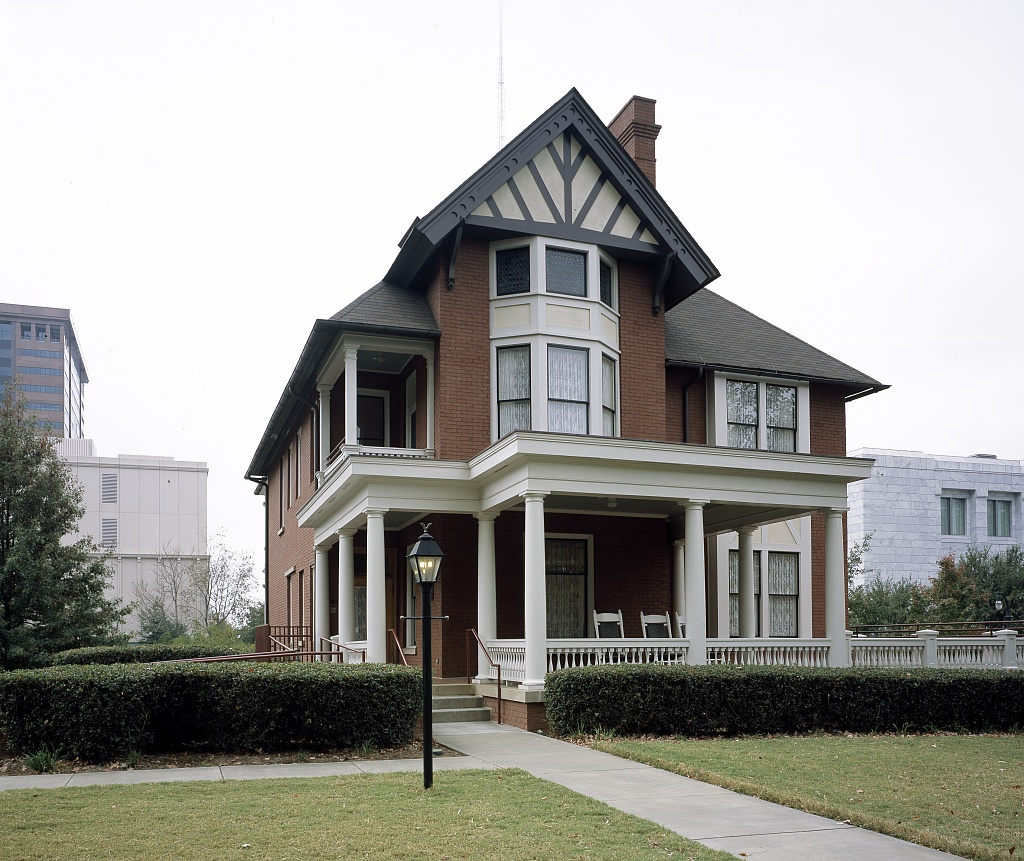
Dom Margaret Mitchell

Margaret Munnerlyn Mitchell Marsh (ur. 8 listopada 1900 w Atlancie, zm. 16 sierpnia 1949 tamże) – amerykańska pisarka.
Za swoją, wydaną w 1936 r., powieść Przeminęło z wiatrem (ang. Gone with the Wind) otrzymała w 1937 r. Nagrodę Pulitzera. Film pod tym samym tytułem z 1939 r. z Vivien Leigh i Clarkiem Gable w rolach głównych stał się jednym z najpopularniejszych filmów wszech czasów.

## Dzieciństwo i młodość
Margaret Mitchell urodziła się w Atlancie jako córka Mary Isabelle „Maybelle” Stephens i adwokata Eugene Muse Mitchella. Jej przezwisko, pod którym występowała również czasem publicznie, to Peggy.
Po zakończeniu nauki w szkole oraz college’u, przejęła, po wczesnej śmierci matki, w 1918 r. prowadzenie domu rodzinnego i rozpoczęła pisanie cotygodniowej kolumny do niedzielnego wydania gazety „Atlanta Journal”.

## Małżeństwa
W 1922 r. wyszła za Berriena „Red” Upshawa, z którym rozwiodła się jednak już po krótkim czasie. 4 lipca 1925 poślubiła przyjaciela Upshawa – Johna Marsha.

## Przeminęło z wiatrem
Mitchell rozpoczęła pisanie powieści w 1926 r., gdy z powodu obrażeń oraz artretyzmu dłuższy czas nie opuszczała łóżka. Jej mąż, John Marsh, kupił dla niej używaną podróżną maszynę do pisania marki Remington, na której to w przeciągu następnych 10 lat ukończyła tę, obejmującą tysiąc stron, powieść.
Powieść ukazała się 30 czerwca 1936. W tym samym roku Margaret Mitchell sprzedała prawa do sfilmowania swojej powieści producentowi Dawidowi O. Selznickowi za 50 tys. dolarów amerykańskich.
Mitchell została za Przeminęło z wiatrem wyróżniona w 1937 r. Nagrodą Pulitzera.

## Późniejsze losy oraz śmierć
Od lat 40. XX w. pracowała wyłącznie honorowo w celach dobroczynnych. Sponsorowała m.in. kształcenie medyczne upośledzonym absolwentom college'ów, założyła izbę przyjęć dla czarnych i białych przy Grady Hospital w Atlancie, zaangażowała się w ruch afroamerykański na rzecz praw i kształcenia czarnych w Atlancie oraz pomagała podczas II wojny światowej w różnych szpitalach.
Margaret Mitchell została 11 sierpnia 1949 potrącona przez pijanego taksówkarza podczas przechodzenia przez Peachtree Street w Atlancie; jej obrażenia były tak ciężkie, że nie obudziła się już ze śpiączki. Zmarła 16 sierpnia w Grady Hospital, a pochowana została na cmentarzu Oakland Cemetery w Atlancie.

## Po śmierci
W 1965 r. Margaret Mitchell otrzymała pośmiertnie nagrodę Shining Light Award przyznawaną przez Atlanta Gas Light i stację radiową WSB za „Zasługi w myśl człowieczeństwa”.
W 1989 r. Dom Margaret Mitchell, w którym napisane zostało Przeminęło z wiatrem, został uznany przez burmistrza Atlanty za oficjalny symbol miasta. W 1997 r. został otwarty dla zwiedzających jako muzeum.
W 2000 r. ukazał się zbiór niepublikowanych opowiadań i nowel Before Scarlett, które Margaret Mitchell napisała między siódmym a osiemnastym rokiem życia.